# Csapi
Csapi è un comune dell'Ungheria di 184 abitanti (dati 2001). È situato nella contea di Zala.